# Teodor Kazimierz Czartoryski
Teodor Kazimierz Czartoryski (ur. 1704, zm. 1 marca 1768 w Dolsku) – biskup poznański, prepozyt płockiej kapituły katedralnej w latach 1724–1739, książę.

## Rodzina
Był najmłodszym, trzecim synem kasztelana wileńskiego, podkanclerzego litewskiego, założyciela Familii Kazimierza księcia Czartoryskiego i Izabeli z Morsztynów. Miał również siostrę Konstancję, matkę Stanisława Augusta Poniatowskiego.
Na tle sławnych, grających pierwsze skrzypce w Rzeczypospolitej braci Michała Fryderyka i Augusta Aleksandra, jego osiągnięcia nie wypadają imponująco. Niechętni Czartoryskim współcześni twierdzili, że przeciętność Teodora nie predestynowała go do osiągnięcia uzyskanych stanowisk, a wywyższenie zawdzięczał jedynie ambicjom wpływowej rodziny. Nie można zaprzeczyć, że Familia wspierała go i dbała o jego interesy. Z kolei bracia zarzucali mu brak ambicji, uważali go za letkiewicza, stroniącego od wytężonej pracy, a przy tym nierządnego w życiu prywatnym i nieumiejącego dbać o swoje finanse. Biskup nie szedł w ślady braci, nie udzielał się w życiu publicznym, ale przy elekcji siostrzeńca, wspierał rodzinę. Jako włodarz rozległej, obejmującej również archidiakonat warszawski, diecezji poznańskiej, okazał się dbałym gospodarzem.

## Początki kariery
Przeznaczony od dzieciństwa do stanu duchownego, został już w wieku trzynastu lat kanonikiem tytularnym krakowskim. Studia odbył w rzymskim Collegium Romanum jezuitów. W 1727 r. uzyskał święcenia kapłańskie, a rodzina załatwiła mu w tymże roku tak zwane księstwo sieluńskie, czyli intratne probostwo katedry płockiej. Niedługo później uzyskał kolejne lukratywne prebendy, kanonię w kapitule warszawskiej, a przede wszystkim opactwo benedyktynów w wielkopolskim Lubiniu. Został również deputatem na Trybunał Główny Koronny.

## Zabiegi o biskupią sakrę
W 1729 r. Czartoryski odbył podróż do Rzymu, skąd wrócił w styczniu 1730 r. Rezultatem wspartych przez Francję (na której opierali się wówczas Czartoryscy) zabiegów w Rzymie było papieskie przyrzeczenie nominacji na biskupa poznańskiego w 1732 r. Czyniono również starania o kardynalską purpurę dla młodego prałata. Plany te pokrzyżował niekorzystny dla Familii przebieg elekcji w 1733 r. Teodor Kazimierz znalazł się w obleganym przez Rosjan Gdańsku, gdzie pod dowództwem Stanisława Poniatowskiego schronili się zwolennicy Stanisława Leszczyńskiego, oczekujący na pomoc Francji. Po kapitulacji podpisał akt uznania Augusta III. Biskupstwo poznańskie otrzymał milszy królowi Stanisław Józef Hozjusz, a Czartoryski musiał czekać do śmierci nowego ordynariusza w 1738 r. Wtedy też wiadomym się stało, że zwolni się prymasostwo po chorym i starym Teodorze Andrzeju Potockim. Zabiegi Czartoryskich o arcybiskupstwo gnieźnieńskie spotkały się jednak ze zdecydowanym oporem dworu. Było to zbyt ważne stanowisko, aby wpuścić na nie członka niepewnej Familii. August III w świeżej pamięci miał kłopoty, jakie sprawił mu dobiegający żywota prymas, ogłaszając królem przeciwnika. Teodor Kazimierz Czartoryski musiał zadowolić się biskupstwem poznańskim, które tym razem objął bez przeszkód, uzyskując sakrę biskupią 8 marca 1739 roku.

## Biskup – senator
Nowy biskup zajął się administracją prowincji. Godność senatorską, związaną z biskupstwem, traktował poważnie, ale bez zbytniego zaangażowania. Jego pierwsza mowa na sejmie w 1740 r. przedstawiała plan polityczny Familii, dążącej do zwiększenia i unowocześnienia wojska, ustalenia odpowiednich podatków i zapewnienia ich ściągalności oraz podniesienia z upadku miast. 3 sierpnia 1742 został kawalerem Orderu Orła Białego. Później biskup zjeżdżał na rady senatu niechętnie, chyba że było to koniecznością, jak w wypadku sejmu konwokacyjnego w 1764 r., na który Czartoryscy zebrali wszystkie siły. Stał się zresztą wtedy przyczyną małego skandalu. W trakcie sejmowej walki z partią hetmańską Jana Klemensa Branickiego płomienne przemówienie w obronie władzy hetmańskiej wygłaszał biskup wileński Ignacy Jakub Massalski. Podczas przemowy przeciwnika politycznego biskup Czartoryski, wiedząc, że bracia zadbają o pomyślny przebieg obrad, zdrzemnął się i przewrócił na perorującego kolegę, co wywołało powszechną wesołość i zniszczyło efekt tyrady. W 1766 roku został wyznaczony senatorem rezydentem.

## W swojej diecezji
W diecezji poznańskiej Czartoryski zajął się pracą duszpasterską i gospodarczą. W 1744 r. odnaleziono, jak przypuszczano, w katedrze poznańskiej grób Bolesława Chrobrego. Z tej okazji biskup zorganizował uroczystości żałobne. W 1748 r. udał się do Wrocławia na konsekrację biskupa Philippa Gottharda von Schaffgotscha. Miało to na celu podkreślenie związków biskupstwa wrocławskiego z polską prowincją kościelną.
Jako duchowny miał opinię tolerancyjnego, a przez zagorzałych katolików uznawany był nawet za oziębłego w wierze, zwłaszcza po tym, gdy zezwolił (w 1750 r.) na pierwszy luterański pochówek w Warszawie. Jego poglądy wypływały z tzw. oświecenia katolickiego. Ganił jarmarki i pijatyki w dni świąteczne, potępiał wiarę w czary i upiory, zabraniając towarzyszących jej praktyk. Nie był też zbytnim zwolennikiem poszczenia, podkreślając, że to zachowywanie Dekalogu, a nie umartwienia prowadzą do zbawienia. Gdy jego nadworny lekarz dokonał odkrycia, że rozwój kołtuna jest skutkiem używania oleju lnianego, biskup, powołując się na swojego naukowca, wystarał się w kurii rzymskiej o bullę pozwalającą na spożywanie w postne dni nabiału.
Działania gospodarcze rozpoczął od udziału w komisji dobrego porządku, która starała się poprawić stan warszawskich ulic. Dbał również o swoją główną stolicę. Czynił starania o oddłużenie Poznania i to poniekąd swoim kosztem, gdyż przeprowadził akcję weryfikacji zapisów na rzecz kościoła ciążących na nieruchomościach miasta i mieszczan. Jego staranie docenili Wielkopolanie a kasztelan, później wojewoda poznański Stefan Garczyński, wygłosił na sejmie w 1748 r. mowę pochwalną na jego rzecz, dziękując biskupowi, „że na wyższe nie pomyka się krzesła ani o tem nie myśli”, lecz dba o dobro diecezji.
Reprezentacyjną rezydencją biskupów poznańskich był pałac w Ciążeniu koło Słupcy. Czartoryski utrzymywał tam dwór. Wolał jednak bardziej kameralny pałac w Dolsku. Nie miał też, powszechnego wówczas wśród magnatów, zwyczaju podróżowania z wielką świtą. Częste z konieczności wyprawy między dwoma głównymi miastami diecezji, Poznaniem i Warszawą, odbywał pojedynczą karetą, a nieraz nawet królewską pocztą. Miał zamiłowania muzyczne. Lubił grać na klawesynie i altówce.
Rok 1756 biskup przeznaczył na wizytację swojej rozległej diecezji. Dopomógł wówczas w odbudowie spalonego miasteczka Krobia. W latach pięćdziesiątych dokonał również poważnego remontu katedry poznańskiej, zlecając wymienienie znacznych partii murów, sklepień oraz dachów. Przeprowadził też gruntowny remont pałacu biskupiego na Ostrowie Tumskim.

## Ostatnia elekcja
Pracę duszpasterską i zabiegi gospodarcze przerwały wydarzenia po śmierci Augusta III. Biskupa wezwały do działalności publicznej obowiązki wobec rodziny. Początkowo Czartoryscy mieli nadzieję, że na fali tęsknoty za Piastem uda się zdobyć koronę dla brata biskupa, wojewody ruskiego, Augusta Aleksandra Czartoryskiego. Rosyjscy sojusznicy szybko dali do zrozumienia, że to mrzonki. Familia, chcąc nie chcąc, poparła należącego do niej, lecz traktowanego jak ubogi krewny, Stanisława Augusta Poniatowskiego. Biskup poznański jeszcze w 1763 r. odczuł bezpośrednio skutki zabiegów mocarstw o „własnego” władcę Rzeczypospolitej. Wojska pruskie pod dowództwem generała Lossowa weszły do Wielkopolski, powodując niemałe zniszczenia. Czartoryski wraz z innym poznańskimi senatorami protestował przeciwko temu bezprawnemu naruszeniu granic, pisząc skargi do poczdamskiego dworu. Aktywnie włączył się też w agitację wielkopolskiej szlachty za oddaniem głosu na brata, a później na siostrzeńca. Urządził w Poznaniu zjazd, na którym przekonywał miejscowych notabli. Na sejmiku wielkopolskim w Środzie (luty 1764) użył całego, niemałego w regionie, autorytetu, aby przeforsować stronników Familii jako posłów na sejm konwokacyjny. Działania te zakończyły się połowicznym sukcesem. Biskup dokonał wtedy rozłamu, doprowadzając do wyboru podwójnego kompletu posłów. O legitymacji posła decydował w takim wypadku sejm, a tam, jak się spodziewał, Familia będzie miała przewagę. Postąpił tak, jak krytykowani przez Czartoryskich za warcholstwo przeciwnicy polityczni. Okazało się, że cel uświęca środki.
Był elektorem Stanisława Augusta Poniatowskiego w 1764 roku z województwa poznańskiego.
Były to ostatnie poważne, nie licząc niefortunnego epizodu z drzemką, działania publiczne Teodora Kazimierza Czartoryskiego. Podupadł na zdrowiu. W 1765 r. wyjechał, na co musiał jako senator uzyskać zgodę sejmu, leczyć się do Spa. Po powrocie wybrał się jeszcze na sejm 1766 r., na którym odbywała się walka o reformy zapoczątkowane w 1764 r., jednak z powodu niemocy praktycznie nie brał w nim udziału, tak jak i w późniejszych rozgrywkach wokół konfederacji radomskiej. Zmarł 1 marca 1768 r. w Dolsku.
Pochowany w katedrze śś. Apostołów Piotra i Pawła w Poznaniu.